# Piacenza Football Club 2008-2009
Questa voce raccoglie le informazioni riguardanti il Piacenza Football Club nelle competizioni ufficiali della stagione 2008-2009.

## Stagione
In questa stagione 2008-2009 l'allenatore del Piacenza è Stefano Pioli. Tra gli altri, vengono acquistati Moscardelli, Graffiedi, Mengoni, Eramo, Rickler e Ferraro, mentre vengono ceduti gli svizzeri Nef e Padalino e il rumeno Bogdan Pătrașcu che era in Emilia da ormai sette anni.
L'inizio non è uno dei più brillanti e l'attacco biancorosso stenta a trovare la via del gol. La squadra ha un crollo di risultati prima della sosta natalizia precipitando in zona Play-out.
Nel mercato di gennaio arrivano diversi giocatori, tra cui il regista Dario Passoni in prestito. Problemi tecnici impediscono il tesseramento di Rey Volpato, così la rosa si ritrova con un attaccante in meno (vista la partenza di Julien Rantier): a fine febbraio, grazie a una sentenza della Commissione Tesseramenti della FIGC, Rey Volpato è a tutti gli effetti un giocatore biancorosso. I mesi di febbraio e marzo riportano il Piacenza fuori dalla zona Play-out, grazie a una lunga serie di risultati positivi. Dopo il derby pareggiato (1-1) contro il Parma, la squadra si ritrova a 6 punti dalla zona Play-off, ma il sogno sfuma dopo la sconfitta (2-1) di Sassuolo. La compagine biancorossa raggiunge comunque la matematica salvezza a due giornate dal termine sul campo del Pisa (1-3). Il Piacenza conclude la stagione al decimo posto con 55 punti. Nella Coppa Italia subito fuori con il Padova, che passa (0-1) al Garilli.

## Divisa e sponsor
Il fornitore ufficiale di materiale tecnico per la stagione 2008-2009 è Macron, mentre Unicef è lo sponsor principale.
| Prima divisa | Seconda divisa | Terza divisa |

## Organigramma societario
Area direttiva
- Presidente: Fabrizio Garilli
- Vicepresidente: Agostino Guardamagna
- Amministratore delegato: Maurizio Riccardi
- Responsabile area comunicazione: Sandro Mosca

Area tecnica
- Direttore sportivo: Maurizio Riccardi[6]
- Allenatore: Stefano Pioli
- Allenatore in 2º: Giacomo Murelli
- Allenatore dei portieri: Graziano Vinti
- Preparatore atletico: Matteo Osti
- Responsabile settore giovanile: Attilio Perotti[7]

Area sanitaria
- Responsabile medico: dott. Giancarlo Sportelli
- Medico sociale: dott. Fabio Dopinto
- Fisioterapista: Carlo Civetta
- Massaggiatori: Biagio Nogara e Crocino Bonadonna

## Rosa[5]
| N. |                     | Ruolo | Calciatore              |
| -- | ------------------- | ----- | ----------------------- |
| 1  | Italia (bandiera)   | P     | Mario Cassano           |
| 2  | Italia (bandiera)   | D     | Matteo Abbate           |
| 3  | Italia (bandiera)   | D     | Cesare Rickler          |
| 4  | Italia (bandiera)   | D     | Francesco Bini          |
| 5  | Italia (bandiera)   | D     | Angelo Iorio            |
| 6  | Italia (bandiera)   | D     | Samuele Olivi           |
| 7  | Austria (bandiera)  | C     | Daniel Wolf             |
| 8  | Italia (bandiera)   | C     | Luigi Riccio (Capitano) |
| 9  | Italia (bandiera)   | A     | Davide Moscardelli      |
| 10 | Francia (bandiera)  | A     | Julien Rantier          |
| 11 | Italia (bandiera)   | A     | Emanuele Ferraro        |
| 13 | Italia (bandiera)   | D     | Stefano Avogadri        |
| 14 | Italia (bandiera)   | C     | Tommaso Bianchi         |
| 15 | Italia (bandiera)   | D     | Michele Anaclerio       |
| 16 | Italia (bandiera)   | C     | Andrea Maccoppi         |
| 16 | Svizzera (bandiera) | C     | Simone Grippo           |
| 17 | Italia (bandiera)   | A     | Mattia Graffiedi        |
| 18 | Italia (bandiera)   | A     | Antonio Piccolo         |
| 18 | Italia (bandiera)   | D     | Pietro Visconti         |
| 19 | Italia (bandiera)   | C     | Alessio Stamilla        |
| 19 | Italia (bandiera)   | C     | Luigi Viola             |

| N. |                      | Ruolo | Calciatore            |
| -- | -------------------- | ----- | --------------------- |
| 20 | Paraguay (bandiera)  | A     | Tomás Guzmán          |
| 21 | Spagna (bandiera)    | C     | Jonathan Aspas        |
| 22 | Italia (bandiera)    | D     | Pietro Zammuto        |
| 23 | Belgio (bandiera)    | C     | Radja Nainggolan      |
| 24 | Italia (bandiera)    | C     | Marco Calderoni       |
| 25 | Italia (bandiera)    | D     | Andrea Mengoni        |
| 26 | Italia (bandiera)    | D     | Davide Bertoncini     |
| 27 | Italia (bandiera)    | C     | Mirko Eramo           |
| 28 | Italia (bandiera)    | C     | Dario Passoni         |
| 29 | Italia (bandiera)    | C     | Fabio Foglia          |
| 32 | Italia (bandiera)    | A     | Alessandro Tulli      |
| 44 | Italia (bandiera)    | A     | Simone Guerra         |
| 45 | Italia (bandiera)    | C     | Samuele Dragoni       |
| 55 | Italia (bandiera)    | P     | Roberto Maurantonio   |
| 77 | Italia (bandiera)    | A     | Rey Volpato           |
| 85 | Italia (bandiera)    | P     | Mattia Lanzano        |
| 86 | Italia (bandiera)    | P     | Fabrizio Capodici     |
| 88 | Italia (bandiera)    | C     | Luca Siligardi        |
| 90 | Argentina (bandiera) | A     | Lucas Simón           |
| 99 | Svizzera (bandiera)  | A     | Alessandro Ciarrocchi |

## Calciomercato[5]

### Sessione estiva(dall'1/7 al 31/8)
| Acquisti | Acquisti              | Acquisti      | Acquisti                              |
| R.       | Nome                  | da            | Modalità                              |
| -------- | --------------------- | ------------- | ------------------------------------- |
| P        | Marco Serena          | Pro Sesto     | fine prestito                         |
| D        | Michele Anaclerio     | Bari          | riscatto comproprietà                 |
| D        | Stefano Avogadri      | Legnano       | fine prestito                         |
| D        | Andrea Mengoni        | Chievo        | prestito                              |
| D        | Ilario Ondei          | Pergocrema    | fine prestito                         |
| D        | Cesare Rickler        | Chievo        | prestito                              |
| D        | Pietro Zammuto        | Juventus      | riscatto comproprietà (170.000 €)     |
| C        | Mirko Eramo           | Sampdoria     | prestito                              |
| C        | Fabio Foglia          | Pescara       | comproprietà                          |
| C        | Nicola Silvestri      | Genoa         | svincolato                            |
| C        | Alessio Stamilla      | Verona        | fine prestito                         |
| A        | Daniele Cacia         | Fiorentina    | riscatto comproprietà (2,8 milioni €) |
| A        | Alessandro Ciarrocchi | Pistoiese     | fine prestito                         |
| A        | Emanuele Ferraro      | Salernitana   | prestito                              |
| A        | Mattia Graffiedi      | Triestina     | definitivo                            |
| A        | Davide Moscardelli    | Rimini        | comproprietà (800.000 €)              |
| A        | Francesco Nieto       | CuoioCappiano | fine prestito                         |

| Cessioni | Cessioni              | Cessioni       | Cessioni                   |
| R.       | Nome                  | a              | Modalità                   |
| -------- | --------------------- | -------------- | -------------------------- |
| P        | Marco Serena          | Pavia          | prestito                   |
| D        | Adrian Cuciula        | Liberty Oradea | fine prestito              |
| D        | Alain Nef             | Udinese        | definitivo (1,8 milioni €) |
| D        | Giuseppe Gemiti       | Modena         | fine prestito              |
| D        | Giacomo Menichetti    | Pontedera      | prestito                   |
| D        | Simone Menichetti     | Pontedera      | prestito                   |
| C        | Ilario Ondei          | Pizzighettone  | prestito                   |
| C        | Raffaele Bianco       | Juventus       | fine prestito              |
| C        | Houssine Kharja       | Siena          | riscatto (3,5 milioni €)   |
| C        | Andrea Maccoppi       | Pizzighettone  | prestito                   |
| C        | Marco Padalino        | Sampdoria      | definitivo (2,5 milioni €) |
| C        | Bogdan Pătrașcu       | Chievo         | prestito                   |
| C        | Matteo Serafini       | Vicenza        | fine prestito              |
| C        | Nicola Silvestri      | Lumezzane      | prestito                   |
| C        | Paolo Vignali         | Carpenedolo    | prestito                   |
| A        | Daniele Cacia         | Lecce          | comproprietà (3 milioni €) |
| A        | Alessandro Ciarrocchi | Bellinzona     | prestito                   |
| A        | Zlatko Dedič          | Frosinone      | fine prestito              |
| A        | Francesco Nieto       |                | svincolato                 |
| A        | Antonio Piccolo       | Foggia         | prestito                   |
| A        | Lucas Simón           | Pescara        | prestito                   |

### Sessione invernale(dal 2/1 al 31/1)
| Acquisti | Acquisti        | Acquisti | Acquisti      |
| R.       | Nome            | da       | Modalità      |
| -------- | --------------- | -------- | ------------- |
| C        | Simone Grippo   | Chievo   | prestito      |
| C        | Dario Passoni   | Mantova  | prestito      |
| C        | Bogdan Pătrașcu | Chievo   | fine prestito |
| A        | Rey Volpato     | Bari     | prestito      |
| A        | Luca Siligardi  | Inter    | prestito      |

| Cessioni | Cessioni         | Cessioni | Cessioni   |
| R.       | Nome             | da       | Modalità   |
| -------- | ---------------- | -------- | ---------- |
| C        | Bogdan Pătrașcu  | Padova   | prestito   |
| C        | Alessio Stamilla | Perugia  | definitivo |
| A        | Julien Rantier   | Verona   | definitivo |

## Risultati

### Campionato

#### Girone di andata
| Arbitro: | Candussio (Cervignano del Friuli) |

|            |           |  |
| Abbate 33’ | Marcatori |  |

| Arbitro: | Calvarese (Teramo) |

|                                |           |  |
| Pichlmann 42’, 53’ Cordova 88’ | Marcatori |  |

| Arbitro: | Gava (Conegliano) |

|               |           |            |
| Graffiedi 61’ | Marcatori | 33’ Tavano |

| Arbitro: | Baracani (Firenze) |

|  |           |                |
|  | Marcatori | 89’ E. Ferraro |

| Piacenza 23 settembre 2008, ore 20:30 5ª giornata | Piacenza           | 0 – 0 | Rimini | Stadio Leonardo Garilli\| Arbitro: \| Tozzi (Ostia Lido) \| |
| Arbitro:                                          | Tozzi (Ostia Lido) |       |        |                                                             |

| Bergamo 27 settembre 2008, ore 16:00 6ª giornata | AlbinoLeffe        | 0 – 0 | Piacenza | Stadio Atleti Azzurri d'Italia\| Arbitro: \| Velotto (Grosseto) \| |
| Arbitro:                                         | Velotto (Grosseto) |       |          |                                                                    |

| Arbitro: | Peruzzo (Schio) |

|  |           |                  |
|  | Marcatori | 63’ Fava Passaro |

| Arbitro: | Giannoccaro (Lecce) |

|           |           |  |
| Bruno 62’ | Marcatori |  |

| Arbitro: | Romeo (Verona) |

|                                  |           |  |
| M. Anaclerio 47’ Moscardelli 75’ | Marcatori |  |

| Arbitro: | Candussio (Cervignano del Friuli) |

|                                         |           |                               |
| Iorio 15’ (aut.) Scurto 70’ Scaglia 80’ | Marcatori | 37’ E. Ferraro 60’ Nainggolan |

| Arbitro: | Calvarese (Teramo) |

|              |           |  |
| Scarlato 40’ | Marcatori |  |

| Arbitro: | Trefoloni (Siena) |

|             |           |            |
| Rickler 70’ | Marcatori | 89’ Pisanu |

| Arbitro: | Tozzi (Ostia Lido) |

|  |           |                 |
|  | Marcatori | 78’ Moscardelli |

| Arbitro: | Velotto (Grosseto) |

|                                    |           |                      |
| Rantier 36’ Moscardelli 60’ (rig.) | Marcatori | 25’ Zampagna 46’ Rea |

| Arbitro: | Pinzani (Empoli) |

|                  |           |                             |
| M. Anaclerio 36’ | Marcatori | 15’ Vasko 60’ (aut.) Abbate |

| Arbitro: | Ciampi (Roma) |

|                                        |           |                         |
| Corvia 29’ Lodi 50’ Rickler 70’ (aut.) | Marcatori | 9’ Aspas 86’ T. Bianchi |

| Arbitro: | Baracani (Firenze) |

|  |           |                                       |
|  | Marcatori | 25’ (rig.) Princivalli 74’ Allegretti |

| Arbitro: | Calvarese (Teramo) |

|            |           |  |
| Kamata 61’ | Marcatori |  |

| Arbitro: | Tozzi (Ostia Lido) |

|            |           |  |
| Guzman 53’ | Marcatori |  |

| Mantova 10 gennaio 2009, ore 16:00 20ª giornata | Mantova            | 0 – 0 | Piacenza | Stadio Danilo Martelli\| Arbitro: \| Velotto (Grosseto) \| |
| Arbitro:                                        | Velotto (Grosseto) |       |          |                                                            |

| Arbitro: | Cavarretta (Trapani) |

|            |           |  |
| Guzman 81’ | Marcatori |  |

#### Girone di ritorno
| Arbitro: | Scoditti (Bologna) |

|                                                           |           |                                                      |
| Iori 42’ (rig.) Bonvissuto 69’ Gorini 71’ D. Oliveira 76’ | Marcatori | 30’, 66’ (rig.) Guzman 61’ Moscardelli 90+4’ Rickler |

| Arbitro: | Tommasi (Bassano del Grappa) |

|               |           |                                               |
| Riccio 2’, 8’ | Marcatori | 7’ (aut.) Cassano 80’ Pichlmann 83’ Sansovini |

| Arbitro: | Candussio (Cervignano del Friuli) |

|                                       |           |  |
| Tavano 4’ Diamanti 26’ F. Rossini 28’ | Marcatori |  |

| Arbitro: | Calvarese (Teramo) |

|                          |           |  |
| E. Ferraro 44’ Olivi 75’ | Marcatori |  |

| Arbitro: | Scoditti (Bologna) |

|  |           |                                 |
|  | Marcatori | 80’ Moscardelli 90+2’ Graffiedi |

| Arbitro: | Pinzani (Empoli) |

|               |           |                 |
| E. Ferraro 6’ | Marcatori | 1’, 50’ Madonna |

| Arbitro: | N. Stefanini (Prato) |

|  |           |                  |
|  | Marcatori | 32’ M. Anaclerio |

| Arbitro: | Baracani (Firenze) |

|                  |           |  |
| M. Anaclerio 13’ | Marcatori |  |

| Arbitro: | Velotto (Grosseto) |

|                     |           |  |
| Belingheri 25’, 79’ | Marcatori |  |

| Arbitro: | Cavarretta (Trapani) |

|                               |           |  |
| E. Ferraro 27’ T. Bianchi 67’ | Marcatori |  |

| Arbitro: | Calvarese (Teramo) |

|                                         |           |  |
| E. Ferraro 30’ Volpato 58’ Avogadri 64’ | Marcatori |  |

| Arbitro: | Giannoccaro (Lecce) |

|           |           |               |
| Budel 25’ | Marcatori | 61’ Graffiedi |

| Arbitro: | Girardi (San Donà di Piave) |

|                                |           |                                |
| Moscardelli 44’ E. Ferraro 87’ | Marcatori | 28’ Tognozzi 84’ A. Caracciolo |

| Arbitro: | Tozzi (Ostia Lido) |

|                  |           |               |
| Noselli 35’, 80’ | Marcatori | 15’ Naiggolan |

| Arbitro: | Scoditti (Bologna) |

|            |           |                |
| Mesbah 44’ | Marcatori | 48’ Nainggolan |

| Arbitro: | Marelli (Como) |

|                 |           |           |
| Moscardelli 26’ | Marcatori | 33’ Pozzi |

| Trieste 2 maggio 2009, ore 16:00 38ª giornata | Triestina          | 0 – 0 | Piacenza | Stadio Nereo Rocco\| Arbitro: \| Calvarese (Teramo) \| |
| Arbitro:                                      | Calvarese (Teramo) |       |          |                                                        |

| Arbitro: | Pinzani (Empoli) |

|                                |           |                           |
| Graffiedi 16’ (rig.) Aspas 74’ | Marcatori | 3’ C. Colombo 79’ Galasso |

| Arbitro: | Brighi (Cesena) |

|              |           |                                         |
| Genevier 30’ | Marcatori | 1’ Moscardelli 77’ Riccio 87’ Calderoni |

| Arbitro: | Marelli (Como) |

|               |           |                       |
| Siligardi 74’ | Marcatori | 35’ Godeas 64’ Corona |

| Arbitro: | Saccani (Mantova) |

|               |           |                  |
| N. Rigoni 39’ | Marcatori | 38’, 81’ Passoni |

### Coppa Italia
| Arbitro: | N. Stefanini (Prato) |

|  |           |                    |
|  | Marcatori | 36’ (aut.) Mengoni |

## Statistiche

### Statistiche di squadra[27]
| Competizione | Punti | Totale | Totale | Totale | Totale | Totale | Totale | DR |
| Competizione | Punti | G      | V      | N      | P      | Gf     | Gs     | DR |
| ------------ | ----- | ------ | ------ | ------ | ------ | ------ | ------ | -- |
| Serie B      | 55    | 42     | 14     | 13     | 15     | 48     | 48     | 0  |
| Coppa Italia |       | 1      | 0      | 0      | 1      | 0      | 1      | -1 |
| Totale       |       | 43     | 14     | 13     | 16     | 48     | 49     | -1 |

### Statistiche dei giocatori[5]
| Giocatore      | Serie B  | Serie B | Serie B     | Serie B    | Coppa Italia | Coppa Italia | Coppa Italia | Coppa Italia | Totale   | Totale | Totale      | Totale     |
| Giocatore      | Presenze | Reti    | Ammonizioni | Espulsioni | Presenze     | Reti         | Ammonizioni  | Espulsioni   | Presenze | Reti   | Ammonizioni | Espulsioni |
| -------------- | -------- | ------- | ----------- | ---------- | ------------ | ------------ | ------------ | ------------ | -------- | ------ | ----------- | ---------- |
| M. Abbate      | 16       | 1       | ?           | ?          | 1            | 0            | ?            | ?            | 17       | 1      | ?           | ?          |
| M. Anaclerio   | 28       | 4       | ?           | ?          | 1            | 0            | ?            | ?            | 29       | 4      | ?           | ?          |
| J. Aspas       | 30       | 2       | ?           | ?          | 1            | 0            | ?            | ?            | 31       | 2      | ?           | ?          |
| S. Avogadri    | 28       | 1       | ?           | ?          | 1            | 0            | ?            | ?            | 29       | 1      | ?           | ?          |
| T. Bianchi     | 20       | 2       | ?           | ?          | 1            | 0            | ?            | ?            | 21       | 2      | ?           | ?          |
| F. Bini        | 7        | 0       | ?           | ?          | 0            | 0            | ?            | ?            | 7        | 0      | ?           | ?          |
| M. Calderoni   | 21       | 1       | ?           | ?          | 0            | 0            | ?            | ?            | 21       | 1      | ?           | ?          |
| M. Cassano     | 40       | -45     | ?           | ?          | 1            | -1           | ?            | ?            | 41       | -46    | ?           | ?          |
| A. Ciarrocchi  | 0        | 0       | ?           | ?          | 1            | 0            | ?            | ?            | 1        | 0      | ?           | ?          |
| M. Eramo       | 16       | 0       | ?           | ?          | -            | -            | ?            | ?            | 16       | 0      | ?           | ?          |
| E. Ferraro     | 32       | 7       | ?           | ?          | -            | -            | ?            | ?            | 32       | 7      | ?           | ?          |
| F. Foglia      | 0        | 0       | ?           | ?          | -            | -            | ?            | ?            | 0        | 0      | ?           | ?          |
| S. Grippo      | 3        | 0       | ?           | ?          | -            | -            | ?            | ?            | 3        | 0      | ?           | ?          |
| M. Graffiedi   | 23       | 4       | ?           | ?          | -            | -            | ?            | ?            | 23       | 4      | ?           | ?          |
| S. Guerra      | 10       | 0       | ?           | ?          | 0            | 0            | ?            | ?            | 10       | 0      | ?           | ?          |
| T. Guzmán      | 31       | 4       | ?           | ?          | 1            | 0            | ?            | ?            | 32       | 4      | ?           | ?          |
| A. Iorio       | 25       | 0       | ?           | ?          | 0            | 0            | ?            | ?            | 25       | 0      | ?           | ?          |
| R. Maurantonio | 2        | -3      | ?           | ?          | 0            | -0           | ?            | ?            | 2        | -3     | ?           | ?          |
| A. Mengoni     | 17       | 0       | ?           | ?          | 1            | 0            | ?            | ?            | 18       | 0      | ?           | ?          |
| D. Moscardelli | 40       | 8       | ?           | ?          | 0            | 0            | ?            | ?            | 40       | 8      | ?           | ?          |
| R. Nainggolan  | 38       | 3       | ?           | ?          | 1            | 0            | ?            | ?            | 39       | 3      | ?           | ?          |
| S. Olivi       | 19       | 1       | ?           | ?          | 1            | 0            | ?            | ?            | 20       | 1      | ?           | ?          |
| D. Passoni     | 17       | 2       | ?           | ?          | -            | -            | ?            | ?            | 17       | 2      | ?           | ?          |
| A. Piccolo     | 0        | 0       | ?           | ?          | 0            | 0            | ?            | ?            | 0        | 0      | ?           | ?          |
| J. Rantier     | 19       | 1       | ?           | ?          | 1            | 0            | ?            | ?            | 20       | 1      | ?           | ?          |
| L. Riccio      | 39       | 3       | ?           | ?          | 1            | 0            | ?            | ?            | 40       | 3      | ?           | ?          |
| C. Rickler     | 20       | 2       | ?           | ?          | -            | -            | ?            | ?            | 20       | 2      | ?           | ?          |
| L. Siligardi   | 3        | 1       | ?           | ?          | -            | -            | ?            | ?            | 3        | 1      | ?           | ?          |
| L. Simón       | 0        | 0       | ?           | ?          | 1            | 0            | ?            | ?            | 1        | 0      | ?           | ?          |
| A. Stamilla    | 4        | 0       | ?           | ?          | 0            | 0            | ?            | ?            | 4        | 0      | ?           | ?          |
| A. Tulli       | 0        | 0       | ?           | ?          | 0            | 0            | ?            | ?            | 0        | 0      | ?           | ?          |
| P. Visconti    | 1        | 0       | ?           | ?          | 0            | 0            | ?            | ?            | 1        | 0      | ?           | ?          |
| R. Volpato     | 10       | 1       | ?           | ?          | -            | -            | ?            | ?            | 10       | 1      | ?           | ?          |
| D. Wolf        | 13       | 0       | ?           | ?          | 0            | 0            | ?            | ?            | 13       | 0      | ?           | ?          |
| P. Zammuto     | 14       | 0       | ?           | ?          | 0            | 0            | ?            | ?            | 14       | 0      | ?           | ?          |